# Owen Chamberlain
Pour les articles homonymes, voir Owen et Chamberlain.
Owen Chamberlain, né le 10 juillet 1920 à San Francisco et mort le 28 février 2006 à Berkeley est un physicien américain.
Lui et Emilio Segrè sont colauréats du prix Nobel de physique de 1959 « pour leur découverte de l'antiproton ».

## Biographie
Né à San Francisco, en Californie, aux États-Unis, Owen Chamberlain fait ses études secondaires à Philadelphie, où il est diplômé en 1937. Il étudie la physique au Dartmouth College et à l'université de Californie à Berkeley. En 1942, il rejoint le projet Manhattan, où il travaille avec Emilio Segrè au laboratoire de radiation Berkeley puis au laboratoire de Los Alamos.

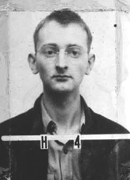
Photographie d'Owen Chamberlain alors qu'il travaillait au sein du projet Manhattan.

Il épouse Beatrice Babette Copper (décédée en 1988) en 1943, avec qui il a quatre enfants.
En 1946, après la guerre, Chamberlain poursuit ses études à l'université de Chicago sous la direction d'Enrico Fermi. Fermi joue un rôle de guide et de mentor important pour Chamberlain, l'encourageant à abandonner la physique théorique pour la physique expérimentale, pour laquelle Chamberlain avait une aptitude particulière. Chamberlain obtient son doctorat en 1949.
En 1948, Chamberlain retourne à Berkeley avec un poste permanant. Avec Segrè et d'autres physiciens, il étudie la diffusion proton-proton. En 1955, une série d'expériences de diffusion de protons au Bevatron de Berkeley conduit à la découverte de l'antiproton, ce qui lui vaudra le prix Nobel de physique en 1959. Les travaux de recherche ultérieurs de Chamberlain concernent l'utilisation des chambres à dérive et l'utilisation de l'accélérateur linéaire SLAC de Stanford.
Souffrant de la maladie de Parkinson à partir de 1985, il prend sa retraite en 1989. Il meurt des complications de la maladie le 28 février 2006 à Berkeley.